# Махасаракхам
Махасаракхам (тайск. มหาสารคาม) — город в Таиланде, столица одноимённой провинции.

## География
Город находится в 380 км к северо-востоку от Бангкока почти в самом центре региона Исан.

## Население
По состоянию на 2015 год население города составляет 53 782 человека. Плотность населения - 2228 чел/км². Численность женского населения (57,8%) превышает численность мужского (42,2 %).